# Matt Murray (ishockeymålvakt född 1994)
Matthew "Matt" Murray, född 25 maj 1994, är en kanadensisk professionell ishockeymålvakt som spelar för Toronto Maple Leafs i NHL.
Han har tidigare spelat för Pittsburgh Penguins och Ottawa Senators i NHL; Belleville Senators och Wilkes-Barre/Scranton Penguins i AHL samt Sault Ste. Marie Greyhounds i Ontario Hockey League (OHL).
Murray draftades i tredje rundan i 2012 års draft av Pittsburgh Penguins som 83:e spelare totalt och vunnit två raka Stanley Cup med dem. Han är den första och enda rookiemålvakten som har gjort den bedriften i NHL:s historia. Varför han anses vara rookie även under sin andra säsong i NHL är för att han inte spelade tillräckligt med grundspelsmatcher föregående säsong.